# Ulrike Feudel
Ulrike Feudel (* 1957 als Ulrike Wauer) ist Professorin für theoretische Physik und komplexe Systeme am Institut für Chemie und Biologie des Meeres (ICBM) der Carl von Ossietzky Universität Oldenburg.

## Werdegang
Ulrike Feudel ist die Tochter des Kirchenmusikers Hans-Günther Wauer.

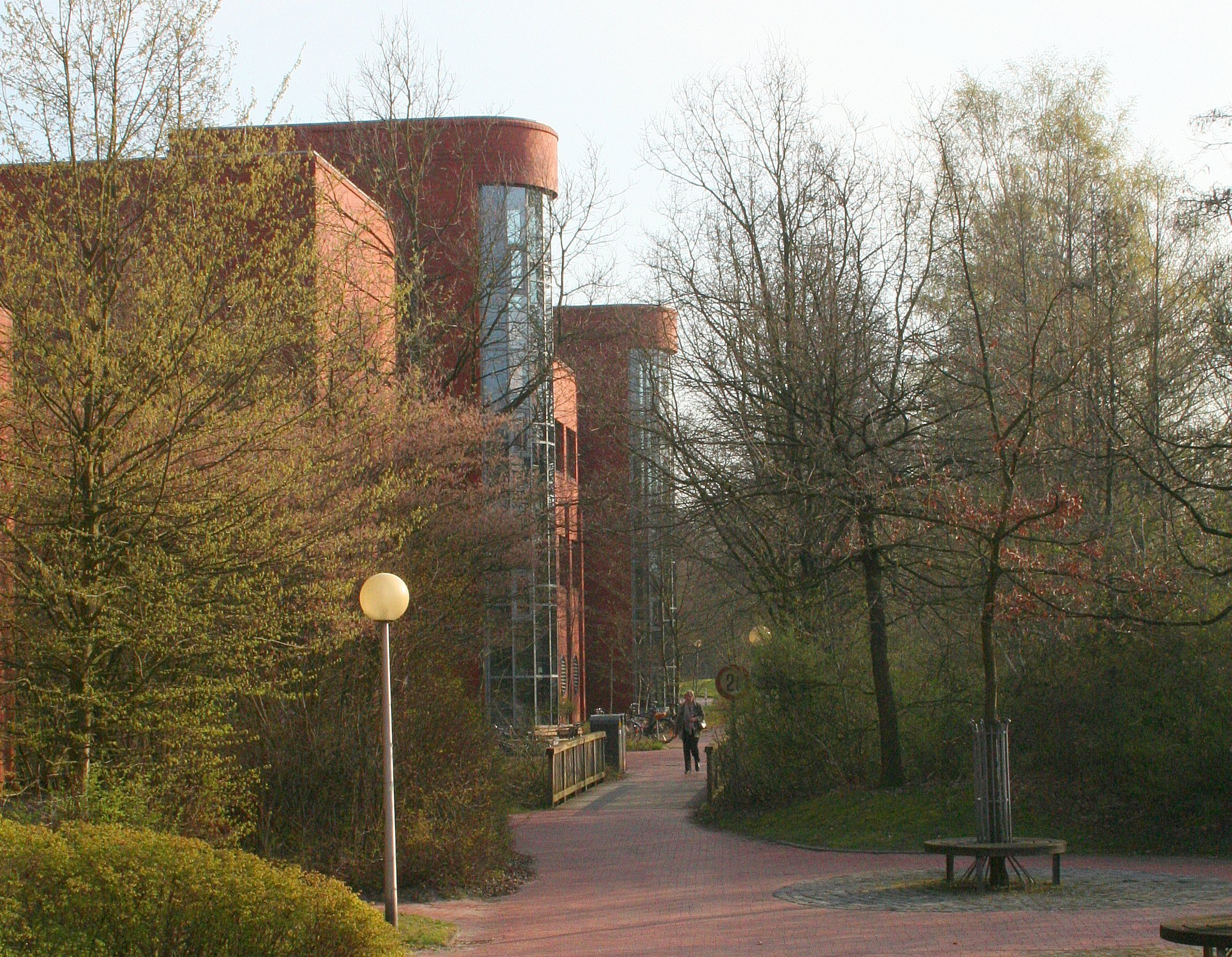
Institutsgebäude des ICBM in Oldenburg

Von 1983 bis 1987 arbeitete sie am Institut für Geographie und Geoökologie und im Anschluss bis 1991 am Zentralinstitut für Kybernetik und Informationsprozesse der Akademie der Wissenschaften der DDR. Sie wurde 1985 an der Humboldt-Universität Berlin mit einer Arbeit zur Strukturbildung in Reaktions-Diffusionssystemen mit geladenen Teilchen promoviert. Von 1992 bis 1996 arbeitete sie in der Max-Planck-Arbeitsgruppe Nichtlineare Dynamik am Institut für Physik der Universität Potsdam. Als Habilitation an der Universität Potsdam reichte sie 1996 eine Sammlung von neun Artikeln zu Dynamik zwischen Regularität und Chaos ein. Das Heisenberg-Programm finanzierte von 1997 bis 2000 Forschungsaufenthalte in Potsdam und an der University of Maryland, College Park. Im Jahr 2000 wurde sie auf den Lehrstuhl für theoretische Physik und komplexe Systeme am Institut für Chemie und Biologie des Meeres (ICBM) der Carl von Ossietzky Universität Oldenburg berufen. Mit dem Vorgänger auf dem Lehrstuhl, Hans-Joachim Schellnhuber, kooperierte sie von 1998 bis 2001 in einem DFG-Sonderforschungsbereich zur nicht-linearen Dynamik der Ozeanzirkulation. Später war sie Direktorin des ICBM und verantwortet dort den Master-Studiengang  Umweltmodellierung.
Sie ist Mitglied im Editorial Board der wissenschaftlichen Fachzeitschriften Mathematical Biosciences and Engineering (seit 2003), Nonlinear Processes in Geophysics (seit 2004) sowie Russian Journal of Nonlinear Dynamics. Seit 2007 ist sie Mitglied des wissenschaftlichen Beirats der Zeitschrift Chaos.
Im Jahr 2015 wurde sie von der Ungarischen Akademie der Wissenschaften mit dem MTA Distinguished Guest Scientist Fellowship für ihr Projekt „Kritische Übergänge in Umweltsystemen“ ausgezeichnet. Für 2022 wurde ihr die Lewis-Fry-Richardson-Medaille der European Geosciences Union zugesprochen.

## Forschung

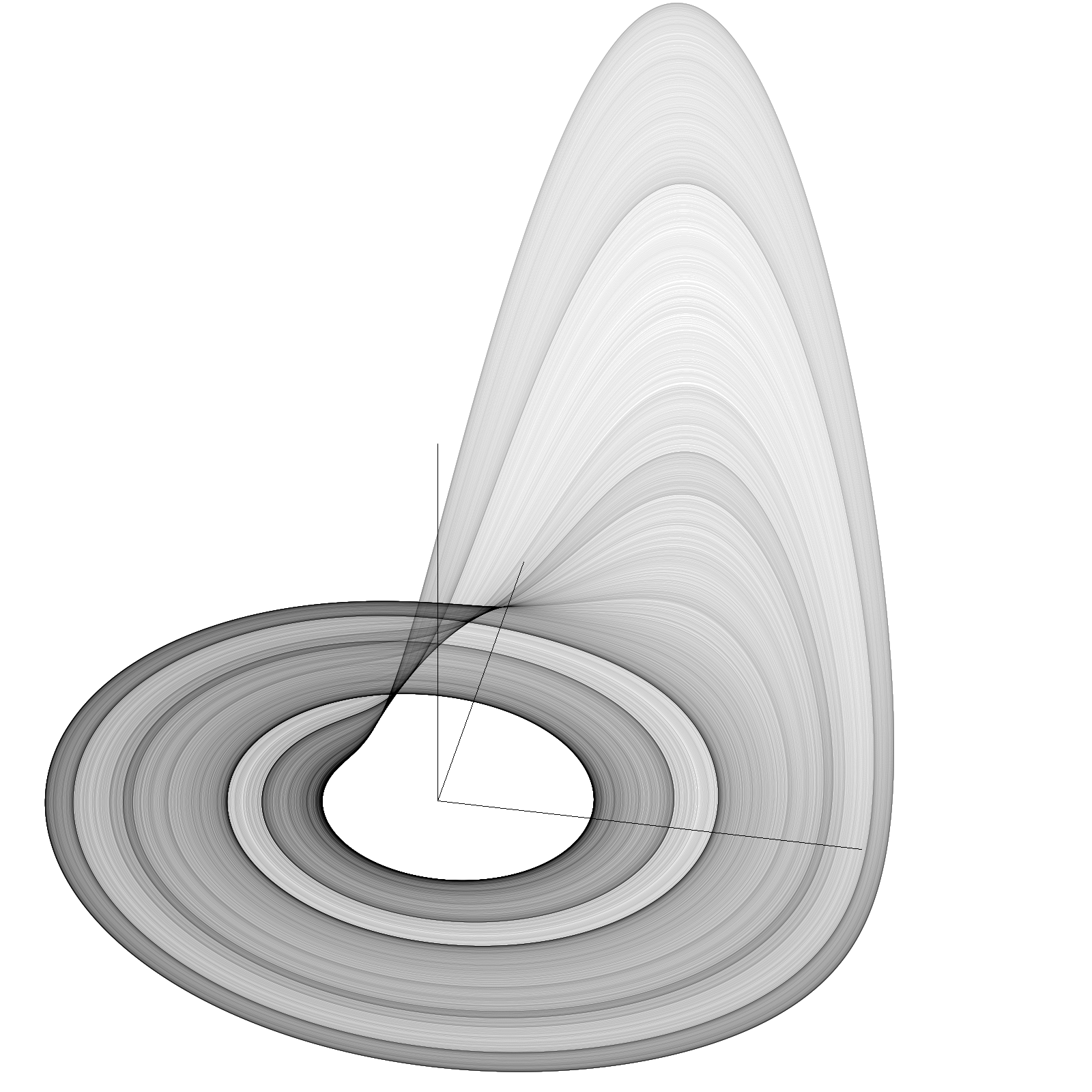
Ulrike Feudel forscht beispielsweise zu Rössler-Attraktoren

Feudel forscht im Bereich der komplexen Systeme. Einerseits beschäftigt sie sich konzeptionell mit nichtlinearer Dynamik, Stabilitätstheorie, insbesondere Multistabilität, Extremevents und Phasenübergängen. Sie war eine der ersten, die nicht-chaotische seltsame Attraktoren (englisch Strange nonchaotic attractor) studierte. Sie entdeckte, dass selbst niedrig-dimensionale nicht-lineare Systeme eine große Zahl co-existierender Attraktoren besitzen können. Sie untersuchte die Attraktoren von Systemen mit Quasiperiodizität. Dies bezeichnet Schwingungen, die keine exakte Periodizität aufweisen, sondern durch mehrere überlagerten Frequenzen bestimmt sind, die nicht in ganzzahligem Verhältnis zueinander stehen. Andererseits überträgt sie die Erkenntnisse in die Umweltwissenschaften, beispielsweise auf Räuber-Beute-Systeme, Neuronen, Algenblüten, oder die Ozeankonvektion, sowie Systeme chemischer Reaktionen.
In den letzten Jahren untersucht sie auch sozio-technische Systeme wie die Resilienz von Stromtransportsystemen. An ihrem Institut fand 2014 das Seminar Physik trifft Volkswirtschaftslehre der jungen Deutschen Physikalischen Gesellschaft (jDPG) statt.

## Bücher
- U. Feudel, S. Kuznetsov, A. Pikovsky: Strange Nonchaotic Attractors: Dynamics Between Order and Chaos in Quasiperiodically Forced Systems. World Scientific, Singapore 2006, ISBN 978-981-256-633-1, doi:10.1142/6006